# Ferdinand-Warte

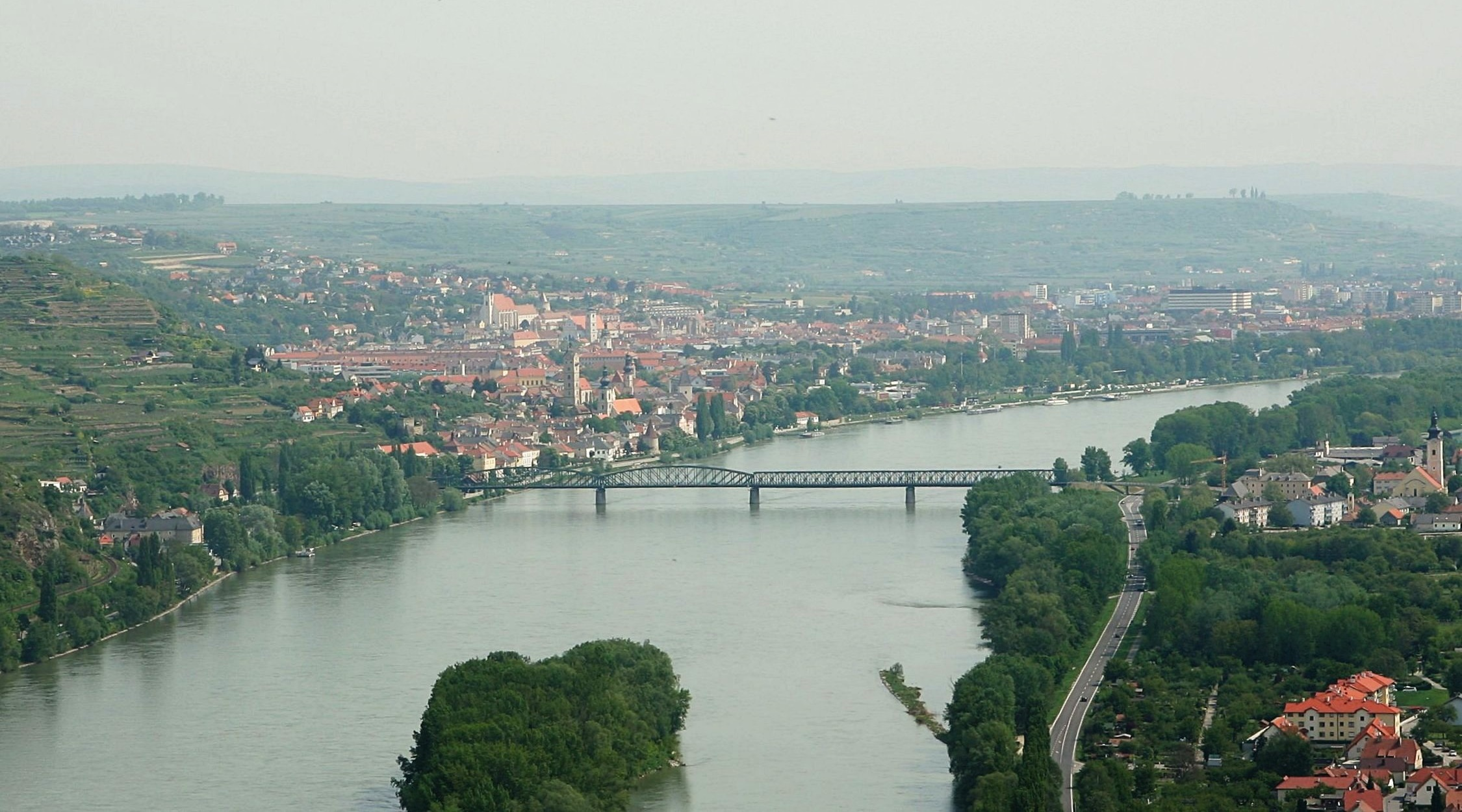
Aussicht auf Krems, Stein und Mautern

Die Ferdinand-Warte (auf einer Höhe von 370 m ü. A.) ist eine Aussichtswarte in der Gemeinde Bergern im Dunkelsteinerwald in Niederösterreich.
Die Erzherzog-Franz-Ferdinand-Warte (benannt nach Franz Ferdinand von Österreich-Este, dem ältesten Sohn von Erzherzog Karl Ludwig) thront als pavillonartiger Holzbau auf einem Felsen in 370 m Höhe im Dunkelsteinerwald. Sie wurde vom Österreichischen Touristenklub im Jahr 1890 errichtet und befindet sich seit 1960 in Eigentum der Gemeinde Mautern an der Donau. Sie steht über einem Steilabfall zur Donau auf einem Felsabsatz. Von ihr hat man einen Ausblick in die Wachau von Rossatz über Dürnstein und nach Loiben bis nach Stein, Krems, Mautern, zum Stift Göttweig, zum Wagram und in das westliche Tullnerfeld. 2023 wurde die Warte generalsaniert.
Die Ferdinand-Warte ist über zwei Wege erreichbar: über den Stickelsteig von Rossatzbach und über den Ort Unterbergern.